# Скіджоринг

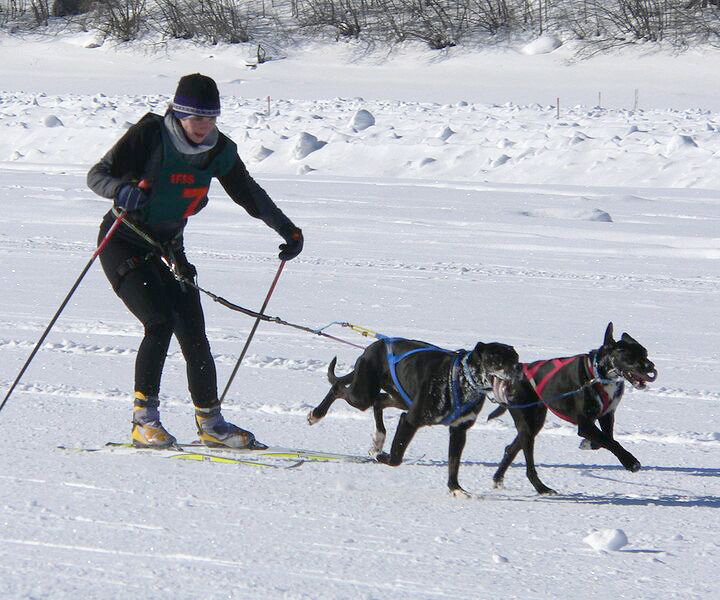
Скіджоринг із собаками

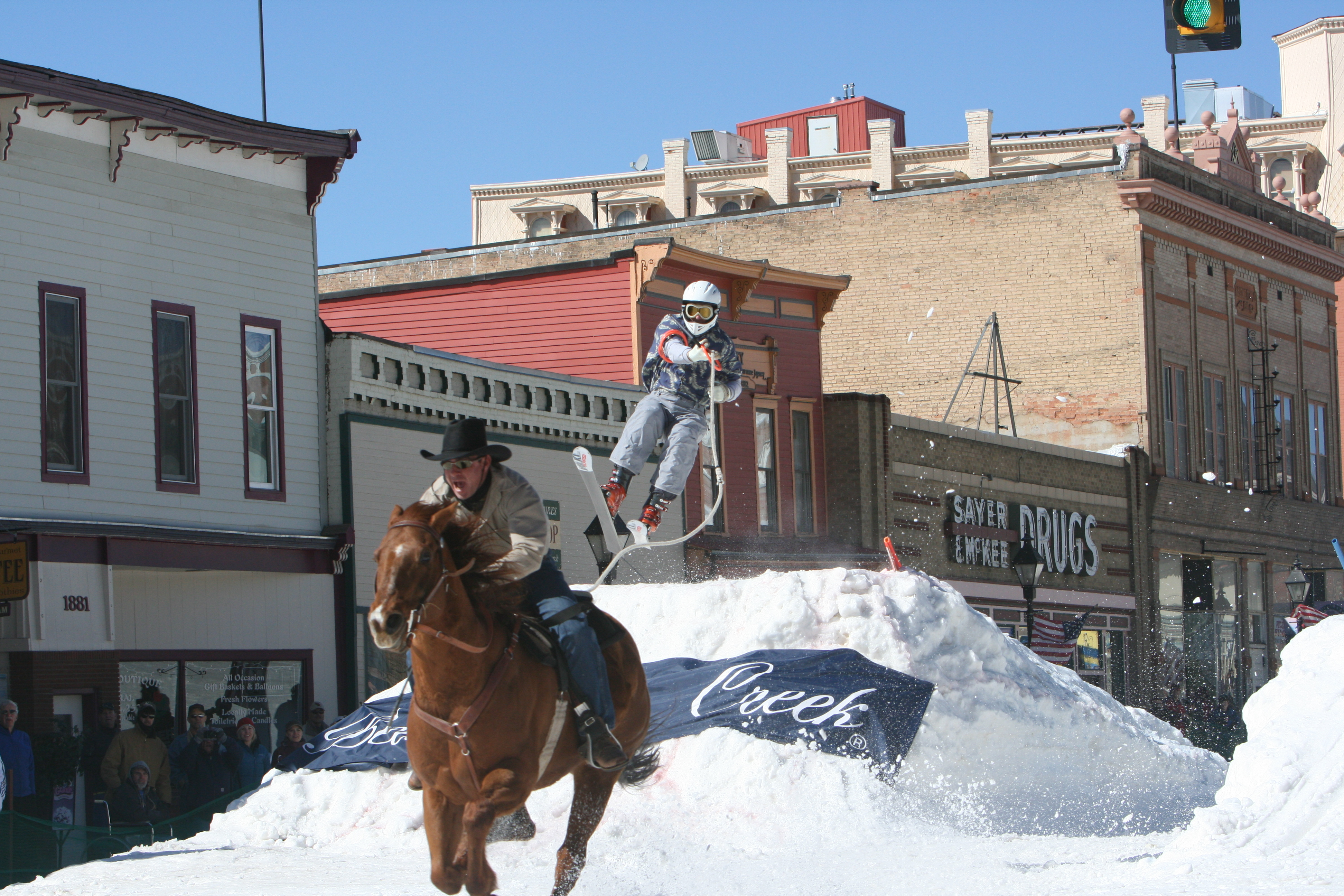
Скіджоринг з кіньми; деякі варіанти включають стрибки та різні трюки

Канікрос — вид зимового спорту за участю домашніх тварин.

## Скіджоринг

### Загальні положення
Скіджоринг - зимова дисципліна їздового спорту, в якій лижники-гонщики змагаються на лижній трасі, пересуваючись вільним стилем за однією або двома собаками. Лижник сполучений з собакою спеціальним амортизаційним шнуром, пристебнутим до поясу. Проте рухається спортсмен не на буксирі, а як при звичайному лижному пересуванні, з використанням палиць. При цьому собака повинен знаходитися завжди попереду.Колись скіджоринг використовувався для індивідуального тренування ватажків упряжок, але швидко став окремим популярним зимовим видом їздового спорту. Цей спорт доречний також тим любителям активного відпочинку, хто не бажає брати участь в змаганнях, а просто хоче підтримувати у формі себе і свого собаку. Фізичні заняття разом з улюбленою твариною дарують радість, а відчуття від швидкої їзди на лижах при швидкості 20-30 кілометрів на годину - чудові!

### Що необхідно
Зі всіх видів їздового спорту найшвидше розвивається саме скіджоринг, оскільки для нього немає необхідності набувати дорогого устаткування і інвентаря, а також для проведення змагань і занять скіджорингом досить звичайної лижної траси. Для занять скіджорингом необов'язково мати собаку їздової породи, такі як сибірський хаскі - в цьому вигляді спорту дуже добре показують себе й німецькі вівчарки, німецький курцхар, доберман, чорний тер'єр і інші собаки - найголовніше хороше здоров'я і бажання бігти. Від господаря особливої спортивної форми і майстерності не потребується - впорається навіть початкуючий любитель.
Починати заняття скіджорингом можна без дорогої екіпіровки. Вам знадобляться звичайні бігові лижі і палиці, а також спеціальний пояс, до якого кріпиться амортизаційний шнур (потяг) завдовжки 2,5 - 4 метри. Інший кінець шнура пристібається до шлеї собаки. Шлея обов'язково має бути з м'якими прокладками на грудях і плечах. Шкіряну шлею використовувати не рекомендується.
Наступний крок – вчення вашого собаки. Для скіджоринга потрібно навчити собаку тягнути і зупинятися по команді. А ще дуже корисно розучити команди «ліво» і «право». Починати заняття скіджорингом слід з невеликих дистанцій - собака не повинен перевтомлюватися, це повинно бути їй в задоволення.

### Основні вимоги на змаганнях
Собака має бути запряжена в шлею, що має м'які прокладки на грудях, і сполучена з поясом гонщика спеціальним шнуром з амортизатором, останній повинен знаходиться в частині, ближній до спортсмена. Якщо собак дві, вони запрягаються парою, потяги їх з'єднуються і переходять в один шнур, який також закінчується амортизатором і кріпиться до поясу спортсмена. Пояс гонщика на спині має бути шириною не менше 7 см шириною, а спереду мати відкритий крюк або з'єднання, що швидко розстібається у випадку виникнення небезпечної ситуації. Для безпеки собаки заборонено мати будь-які металеві кріплення на кінці шнура з боку спортсмена.
Зовсім нещодавно скіджоринг вперше був включений в Чемпіонат Світу, який проходив на Алясці у Фербанксе. Дистанція в цьому класі — до 12 км.

### Скіджоринг з кіньми
- North American Ski Joring Association [Архівовано 25 червня 2012 у Wayback Machine.]
- White Turf - Horse Skijoring and racing event held on the Lake of St Moritz, Switzerland [Архівовано 9 червня 2019 у Wayback Machine.]
- Wood River Extreme Skijoring Association [Архівовано 21 квітня 2008 у Wayback Machine.]
- 1928 Winter Olympics Skijoring[de]
- Glacier Country, Montana [Архівовано 18 лютого 2012 у Wayback Machine.]

### Скіджоринг з собаками
- Skijor Now - Skijoring news, products, and resources
- Sleddog Central Skijoring Information [Архівовано 15 вересня 2008 у Wayback Machine.]
- ISDRA - International Sled Dog Racing Association [Архівовано 27 січня 2010 у Wayback Machine.]
- ESDRA - European Sled Dog Racing Association
- IFSS - International Federation of Sleddog Sports [Архівовано 5 грудня 2020 у Wayback Machine.]
- skijoring resources [Архівовано 28 травня 2012 у Wayback Machine.]
- bikejor.com and bikeskijor.com Bruce's Bikejoring and Skijoring pages [Архівовано 21 червня 2012 у Wayback Machine.]